# Finchi’s Love Tape
Finchi’s Love Tape ist das zweite Studioalbum des deutschen Rappers Finch Asozial. Es erschien am 14. Februar 2020 über die Labels Walk This Way Records und Warner Music als Standard-Edition und Limited Boxset, inklusive u. a. der Magic Moments EP und Instrumentals.

## Inhalt und Musikstil
Im Gegensatz zum Vorgängeralbum Dorfdisko bezieht sich Finch Asozial textlich weniger auf seine ostdeutsche Herkunft. Thematisch dreht sich jedoch weiterhin viel um Feiern, Alkohol und andere Drogen. Auch sind deutlich mehr Lieder im Stil der elektronischen Tanzmusik gehalten.

## Produktion
Patrick Thiede fungierte bei dem Album als Executive Producer. Alle Lieder wurden von den beiden Musikproduzenten Daniel Großmann und Matthias Mania gemeinsam produziert, die auch schon das Vorgängeralbum Dorfdisko produzierten.

## Covergestaltung
Das Albumcover zeigt Finch Asozial als Liebesgott Amor auf einer Wolke. Er trägt einen roten Anzug mit Herzen und hält einen Bogen mit Herzpfeil in den Händen. Während er den Bogen spannt, grinst er den Betrachter an. Zudem trägt er rote Teufelshörner und einen Heiligenschein auf dem Kopf. Im unteren Teil des Bildes befinden sich der Titel Finchi’s Love Tape in Rot sowie der Schriftzug Finch Asozial in Weiß. Der Hintergrund ist rot gehalten.

## Gastbeiträge
Lediglich auf vier Liedern des Albums treten neben Finch Asozial weitere Künstler in Erscheinung. So ist der Song Rave Religion eine Kollaboration mit der russischen Rave-Band Little Big. Die Sängerin Reen ist auf Ich will einen Mann vertreten, während die Pornodarstellerin Lucy Cat auf Sexmonster zu hören ist. Zudem hat DJ Scratch einen Gastauftritt beim Song Team Storch.

## Titelliste
| #  | Titel                | Gastbeiträge | Produzenten                     | Länge |
| -- | -------------------- | ------------ | ------------------------------- | ----- |
| 1  | 1990                 |              | Daniel Großmann, Matthias Mania | 2:39  |
| 2  | Keine Party ohne     |              | Daniel Großmann, Matthias Mania | 3:05  |
| 3  | Rot Gelb Blau        |              | Daniel Großmann, Matthias Mania | 2:59  |
| 4  | Finchiboy            |              | Daniel Großmann, Matthias Mania | 2:50  |
| 5  | Scootermann          |              | Daniel Großmann, Matthias Mania | 3:13  |
| 6  | Team Storch          | DJ Scratch   | Daniel Großmann, Matthias Mania | 2:50  |
| 7  | Zopfhalter           |              | Daniel Großmann, Matthias Mania | 3:19  |
| 8  | Mahlzeit             |              | Daniel Großmann, Matthias Mania | 2:25  |
| 9  | Pattaya / Sexmonster | Lucy Cat     | Daniel Großmann, Matthias Mania | 6:41  |
| 10 | Roy Calyptus         |              | Daniel Großmann, Matthias Mania | 2:50  |
| 11 | Rave Religion        | Little Big   | Daniel Großmann, Matthias Mania | 3:02  |
| 12 | Wonderland           |              | Daniel Großmann, Matthias Mania | 3:19  |
| 13 | Ich will einen Mann  | Reen         | Daniel Großmann, Matthias Mania | 3:09  |
| 14 | L.M.W.I.M.           |              | Daniel Großmann, Matthias Mania | 4:02  |

Magic Moments EP (in der Deluxe-Box)
| # | Titel                 | Länge |
| - | --------------------- | ----- |
| 1 | Chillaxing            | 10:08 |
| 2 | Du bist du            | 9:58  |
| 3 | Sinnliche Körperreise | 9:07  |

+ Instrumentals

## Chartplatzierungen und Singles
Finchi’s Love Tape stieg am 21. Februar 2020 auf Platz 2 in die deutschen Albumcharts ein und konnte sich neun Wochen in den Top 100 halten. In den deutschen Album-Jahrescharts 2020 belegte es Rang 60.
Am 4. Oktober 2019 wurde mit 1990 die erste Single des Albums veröffentlicht, bevor am 8. November die zweite Auskopplung Finchiboy folgte, die Platz 78 der deutschen Charts erreichte. Am 20. Dezember 2019 erschien Mahlzeit als dritte Single. Der Song Rave Religion wurde am 24. Januar 2020 als vierte und letzte Auskopplung veröffentlicht. Am 24. Februar 2020 erschien zudem ein Musikvideo zum Song L.M.W.I.M.

## Rezeption
| Professionelle Bewertungen | Professionelle Bewertungen |
| -------------------------- | -------------------------- |
| Kritiken                   |                            |
| Quelle                     | Bewertung                  |
| laut.de                    | [ 6 ]                      |

Julius Stabenow von laut.de bewertete Finchi’s Love Tape mit drei von möglichen fünf Punkten. Das Album liefere „den ultimativen Hitmix für eine knallende Dorfparty. Egal ob Rave, Eurodance, Jumpstyle, Trance, Happy Hardcore, Hardstyle oder Schlager.“ Dabei falle „die stumpfe inhaltliche Provokation zum größten Teil weg und ordnet sich komplett der Kunstfigur unter.“ Der Rapper ziehe „sein Konzept konsequent durch“ und sei „ein absolutes Unikat“ sowie „eine Identifikationsfigur für die Dorfjugend dieses Landes.“